# Mikhàlevo
Mikhàlevo (en rus: Михалево) és un poble de l'óblast de Vólogda, a Rússia, que el 2002 tenia 110 habitants.